# Розе, Валентин Младший
Валентин Розе-младший (нем. Valentin Rose der Jüngere; 30 октября 1762, Берлин — 9 августа 1807, Берлин) — немецкий химик и фармацевт, сын Валентина Розе-старшего.

## Биография
Родился 30 октября 1762 года в Берлине.
Принял на себя ведение аптеки отца в 1792 году. С 1797 года — асессор медицинской коллегии в Берлине. 
Валентину Розе принадлежит разложение содержащих щёлочи силикатов азотно-баритовой солью, открытие инулина, исследование двууглекислого натра, метода обнаружения мышьяка.
Издавал с Геленом «Neues Berliner Jahrbuch für Pharmacie» (Берлин, 1803—06).
Умер 9 августа 1807 года в Берлине.

## Семья
Дети:
- Генрих Розе (1795—1864) — минералог и химик-аналитик, открыватель ниобия.
- Густав Розе (1798—1873) — минералог и геолог.